# Cerreto Laziale
Cerreto Laziale est une commune de la ville métropolitaine de Rome Capitale dans le Latium en Italie.

## Administration
| Période                                  | Période  | Identité           | Étiquette     | Qualité |
| ---------------------------------------- | -------- | ------------------ | ------------- | ------- |
| 15 avril 2008                            | En cours | Pietro Mastrecchia | Liste civique |         |
| Les données manquantes sont à compléter. |          |                    |               |         |

### Communes limitrophes
Ciciliano, Gerano, Pisoniano, Rocca Canterano, Sambuci, Saracinesco

### Évolution démographique
Habitants recensés

## Jumelages
Civrieux (France) depuis 1998